# ラブ・ベリッシュ!
『ラブ・ベリッシュ!』は、「りぼん」（集英社）2005年9月号から2007年5月号まで連載された春田なな作の少女漫画作品。連載終了後の「りぼん」2007年6月号には番外編が掲載されている。
タイトルは「ラズベリー」をもじって付けられている。通称「ラブベリ」。単行本はりぼんマスコットコミックス（集英社）から全5巻。
なお、タイトル・略称は「オシャレ魔女♥ラブandベリー」・ファッション雑誌「ラブベリー」とは関係無い。

## あらすじ
高校1年生の福島由夜は全寮制の夏果学園に編入することになった。初めての寮生活に期待と不安を抱く由夜だが、肝心の寮が見つからない。偶然出会った渚のおかげでなんとか寮にたどり着けた由夜だが、そこはなんと男女混合寮である木苺寮。
寮生も癖のありそうな人ばかり。それもそのはず、この木苺寮が問題を起こして一般の寮に居られなくなった生徒が入る寮だったのだ。
そんな環境ゆえに他の生徒からの偏見や差別を受けることもあったが、由夜は他の寮生とともに楽しい(?)学園生活を謳歌するのであった。

## 登場人物
木苺寮の関係者の名字は全て苺の産地にちなんでいる。（キャストは応募者全員サービスのドラマCDのものである。）
福島 由夜（ふくしま ゆうや）
声 - 生天目仁美
外部から木苺寮に入寮したごく普通の少女。梓のことが好きだったが、失恋する（一度梓に告白されたが、それは嘘だった）。母親とは中学1年生の時に死別、以来父親の雄大（ゆうだい）と二人暮らしだったが、高校から父親の勧めで夏果学園に編入する。母親の夢を見て甘えている様子から、母親好きだったことがうかがえる。父親はなんとなく梓に似ており、渚から「（お前って）ファザコン?」と突っ込まれたことがある。いつもトラブルが起こるたびに手をさしのべてくれるのは、実は渚だということに気付き、彼を好きになる。中学時代は卓球部に所属していた。
血液型はA型。誕生日：11月28日。156cm。43kg。
高松 渚（たかまつ なぎさ）
声 - 石田彰
木苺寮生。由夜が夏果学園で初めて出会った少年。クールだがやや短気。喧嘩好きで気が利かないところもあるが、由夜のためにおにぎりを作るなど優しい面もある。由夜の恋を邪魔しようとする素振りを見せていたが、あることからあっさりと邪魔をやめる。中等部時代に教師を殴って鼻を折り、退学になりかけたことがある。その原因は、中等部からの友達である梓と亜子の交際を認めようとせず引き裂こうとしたその教師に交渉人を依頼されたためであった。妹の岬をべた褒めしていることから、「シスコン」の気があると思われる。一方で、両親や2人の弟（双子で名前は航と湊）には冷たい。学校の女の子には、メアドを聞かれたりと、少しは人気がある。
血液型はAB型。誕生日：8月13日。175cm。56kg。
千葉 梓（ちば あずさ）
声 - 野島健児
木苺寮生で、寮生会長（=生徒会長）。笑顔を絶やさない親切な性格の美少年。学園のアイドル的存在で、大半の女子が彼にあこがれている。ミーちゃんの名付け親。渚・雨芽とは中等部からの友達である。元彼女である岡山亜子に対し別れたあとも未練が残っていて、亜子の気持ちを消すため、由夜に嘘の告白をした。「夏果まつり」の日に亜子と復縁した。渚が退学になりかけたとき、自分も監視役として木苺寮に入るという条件で彼を救った。未登場だが、兄が1人いるらしい。
血液型はO型。誕生日：2月28日。178cm。58kg。
水戸 笑佳（みと えみか）
声 - 田村ゆかり
木苺寮生。ツインテールの明るく元気な少女だが、由夜の下着を観察したりと少し変わったところもある（いわゆる、ひとつの「不思議ちゃん」）。もともとは人見知りが酷かった。中等部時代、雪乃以外でやっとできた友達を雪乃自身が階段から落としたことがあり、そのことから友達が怖くなって不登校を起こし、木苺寮に入れられた。その後は紺の尽力で立ち直り、木苺寮で楽しく過ごしている。
血液型はA型。誕生日：3月7日。149cm。36kg。
宮城 紺（みやぎ こん）
声 - 水島大宙
木苺寮生。寮のムードメーカー的存在。ミーちゃんを（文字通り）猫かわいがりする梓にあきれ果てたり、笑佳の暴走を食い止めようとしたり、梓へのラブレターのメッセンジャーになったり（当然本人は不服）と奔走している。中等部時代に、理事長室の壺（かなり高額のものだった模様）を割ったのが元で木苺寮送りとなったが、実はこの行動は、不登校が元で木苺寮に入れられた笑佳を心配し、自ら木苺寮送りとなるためにわざとやったことだった。ある意味彼女の最大の理解者と言える。
血液型はO型。誕生日は4月3日。165cm。
山梨 雨芽（やまなし あめ）
木苺寮生。学校の長期休暇中は実家に帰省する。性格は優しく女性らしいが、梓を呼び捨てにしている。
ストレートのロングヘアがよく似合う美人で、「ミス・夏学」にも選ばれたが、実は男子。いわゆる性同一性障害で、本人は白桃寮（女子寮）に入りたがっているが、許可が下りず今は木苺寮に住んでいる。実は本名ではないらしい。
血液型はA型。誕生日：12月20日。163cm。49kg。
宇都宮 純子（うつのみや じゅんこ）
声 - 豊口めぐみ
木苺寮の寮監。眼鏡をかけたクールな女性で、独身である。
年齢は一切不明だが、実は由夜の父が寮生だった時も寮監をしていたらしい。血液型はB型。
岡山 亜子（おかやま あこ）
白桃寮生。梓の元彼女で、渚の幼馴染。中等部時代に梓と付き合っていたが、彼が渚の窮状を救うために、一度は別れた。
しかし彼への未練が断ち切れず、その後夜中に木苺寮のまわりをうろついて不審者扱いされてしまった。「夏果まつり」の日に梓と復縁した。
清水 まりな（しみず まりな）　
白桃寮生。由夜のクラスメイト。最初は由夜達のことを敵視していたが、スポーツ大会がきっかけで心を開くようになり、由夜とは妙に馬が合うようになった。
梓の事が好きだったが、彼が亜子と復縁したことで失恋した。しかし諦めが悪く、それ以来亜子のことを蛇蝎のごとく嫌っている。
豊橋 雪乃（とよはし ゆきの）
白桃寮生。中等部時代から笑佳と知り合いであり、笑佳の夏果学園での最初の友達。普段は友達がおらず、そのため唯一の友達である笑佳の事が異常な程好きで、彼女を独占したいが故に笑佳の友達を階段から落とし、結果的に彼女の木苺寮送りの原因となってしまった。
一度再会し、笑佳を監禁した事もあったが、和解した後は仲良くしている様子。誕生日：1月30日。
ミシェル・ラ・フランス（ミーちゃん）
声 - 石塚さより
木苺寮に住みついている猫。この作品のマスコットキャラクター的存在でもある。
名付け親である梓や紺（特に梓）になついている反面、由夜に対しては敵意をむき出しにしている。とぼけたような顔立ちゆえに、笑佳からは「ブサカワ」と呼ばれ、渚からは「ブサ猫」と罵られ、いずれにしろバカにされている。鳴き声は「ブニャ〜」などといった変わった鳴き声。
梓と出会った日(誕生日?)は3月22日。